# Lazar Hrebeljanović
Stefan Lazar Hrebeljanović, född 1329, död 28 juni 1389, var en serbisk furste (knez) och adelsman som ledde den serbiska armén i slaget vid Kosovo Polje, där han stupade. 
Hans namn är starkt knutet till slaget och en viktig del i den kultur och mystik som uppstod efter slaget bland det serbiska folket. Hans martyrdöd symboliserar för det serbiska folket dess offervilja och lidande och han är ett viktigt helgon inom den Serbisk-ortodoxa kyrkan. Förutom som prins Lazar är han även känd som tsar Lazar, även om han aldrig kröntes till tsar.

## Biografi
Lazar kom ursprungligen från en lågadlig släkt men vistades vid tsar Stefan Dušans hov och under nästföljande tsar, Stefan Uroš V, erhöll han titeln furste (knez) och blev officiellt en vasall till tsaren. 
Han skaffade sig kunglig legitimitet genom sitt giftermål med Milica Nemanjić som tillhörde det serbiska kungahuset. Även om han var den starkaste makthavaren efter Stefan Uroš V, som dog barnlös år 1371, kröntes han aldrig till tsar utan den bosniska banen Tvrtko I Kotromanić erhöll en titulärtitel som "kung av alla serber och Bosnien". Lazar tog dock det imperiska namnet "Stefen" som alla kungar från dynastin Nemanjići hade haft.
År 1389 var Lazar den högste befälhavaren för de serbiska styrkorna vid slaget vid Kosovo Polje, där han stupade tillsammans med en stor del av den serbiska adeln.
Lazar var grundare av dynastin Lazarevići och med Milica fick han med tiden sju barn. Deras äldste son, Stefan Lazarević, kom att bli despot och ledare av Serbien.

## Galleri

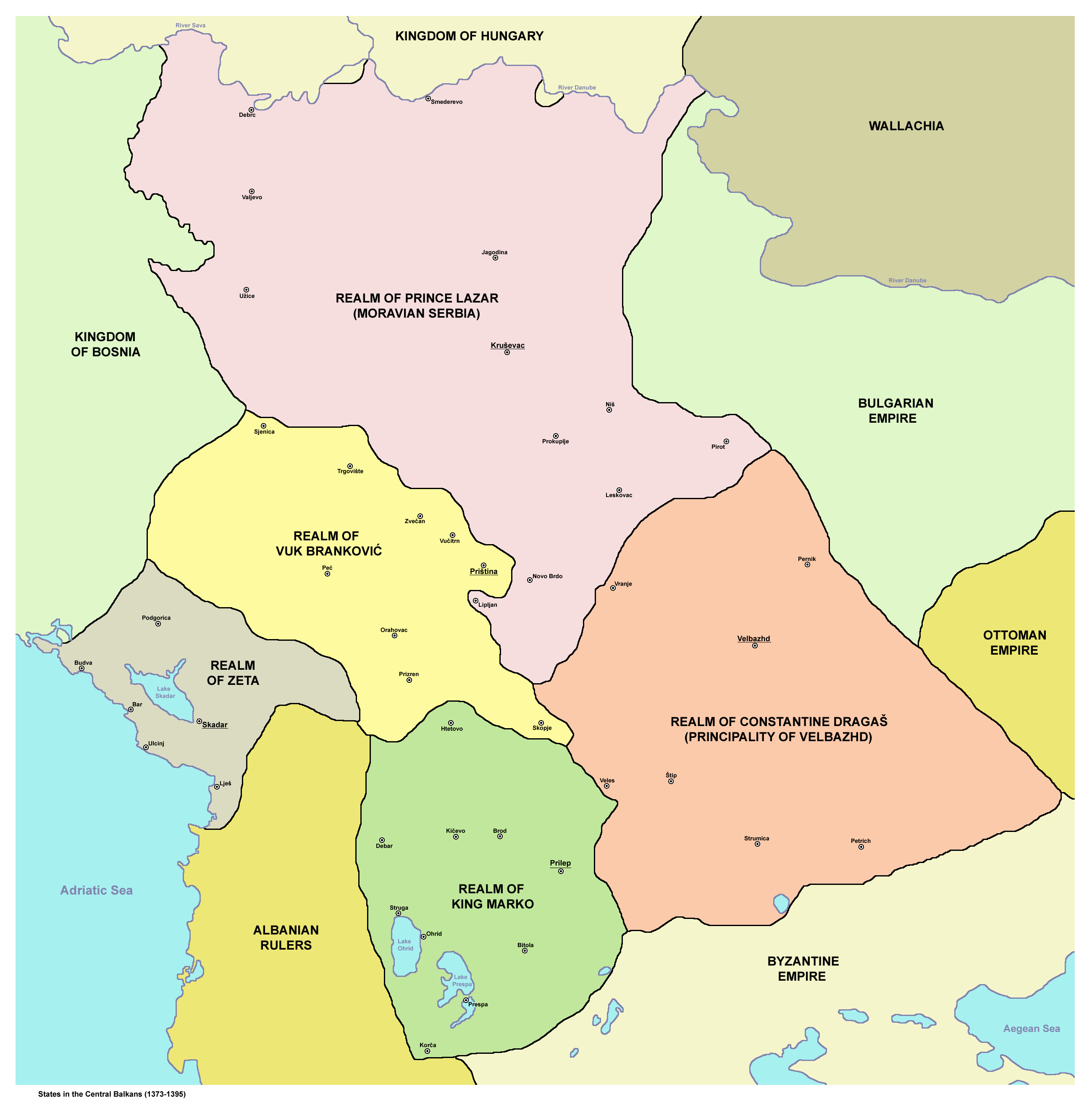
Lazars furstendöme inom det serbiska riket.
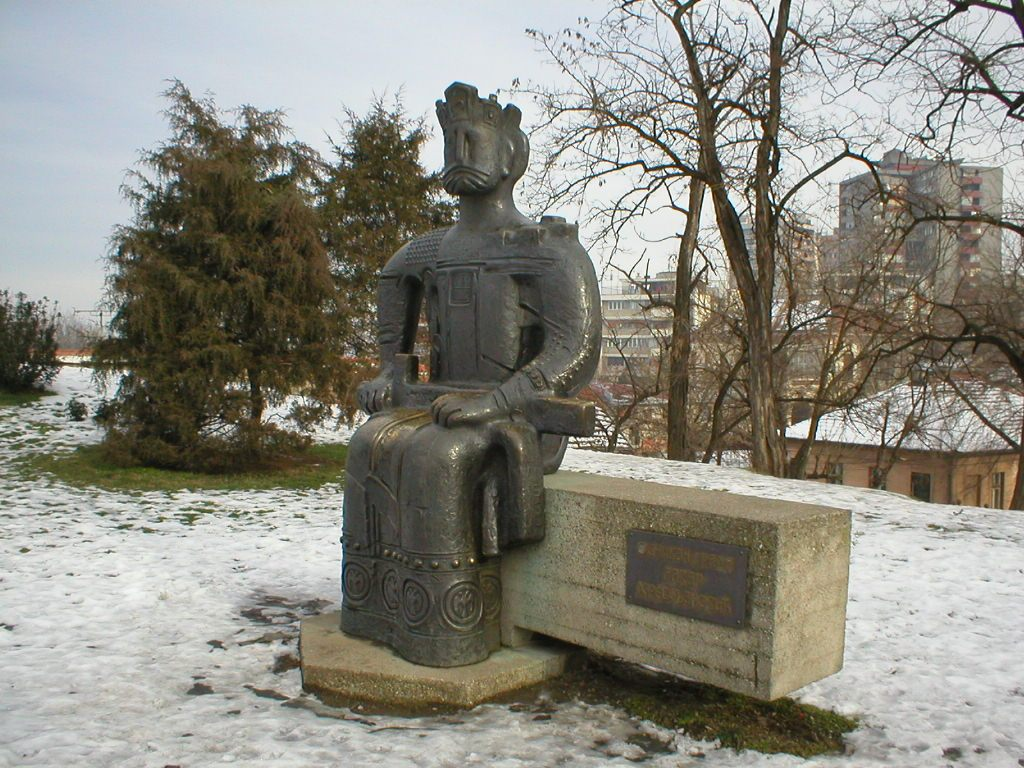
Modern staty av Lazar i Kruševac, Serbien.
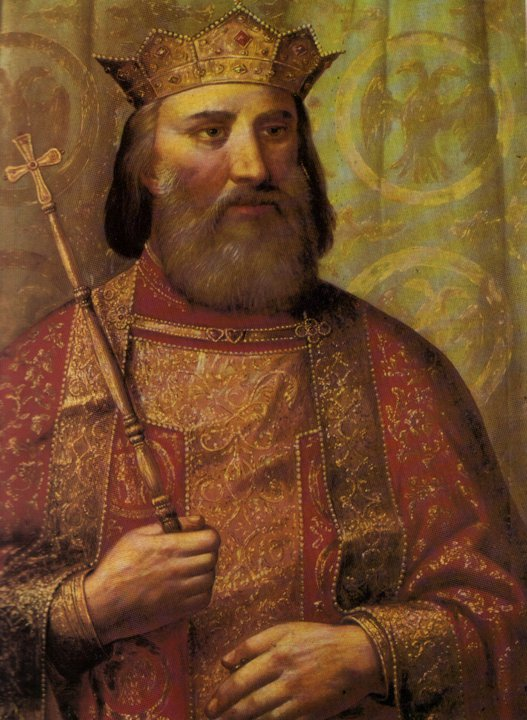
Sentida 1800-talsmålning av prins Lazar.